# Storia della Valacchia

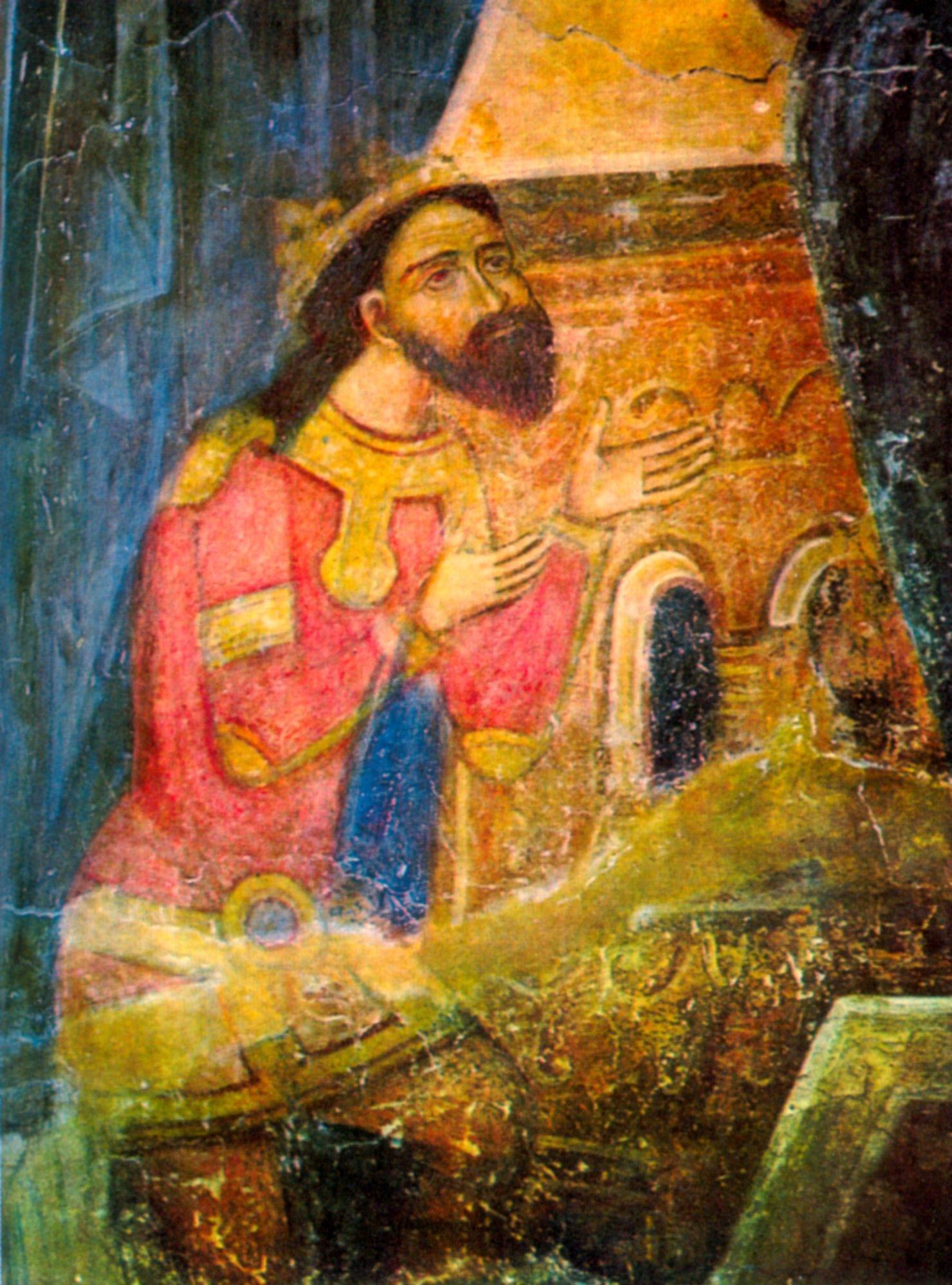
Basarab I prega per la vittoria nella battaglia di Posada dopo aver perso la battaglia di Velbužd.

La Valacchia non ha mai goduto della sovranità, ma ha goduto di vari gradi di autonomia de facto. La storia della regione è strettamente connessa con la storia del Secondo Impero Bulgaro e in particolare con quella del Regno di Tărnovo (Zarato Tărnovo) e del Regno di Vidin (Zarato Vidin) – rispettivamente per Muntenia e Oltenia. 

## A partire dal 1330
Fino al 1330, quando si verificarono due significativi scontri militari con la partecipazione del voivodo valacco Basarab I, vari voivodi del territorio della Valacchia furono registrati in informazioni scritte per le quali esistono dati leggendari e incompleti e in nessun caso possono essere rivendicati essere utilizzato o ancor meno aveva un desiderio di autonomia dal governo centrale a Tărnovo, vale a dire. oggi è Veliko Tărnovo.  Tutti i governanti valacchi o gospodari fino all'inizio del XVIII secolo e più precisamente fino all'inizio del dominio dell'area da parte dei fanarioti dopo la Guerra russo-turca (1710-1711), furono chiamati con il primo nome "Ivan" (Giovanni) dal sovrano Ivan Asen II, che ha sottolineato la continuità e la legittimità del loro potere. Quest'ultimo mostra che il distretto era ed era considerato parte integrante e continuazione della tradizione statale del Secondo Impero bulgaro. In ultimo senso sono i dati linguistici dagli atti scritti ufficiali dei governanti valacchi all'inizio del dominio dei fanarioti, e quelli del XVIII secolo , sulla base dei quali oggi il passaggio dal bulgaro medio al viene ricostruita la moderna norma scritta della lingua bulgara. 
Metodologicamente, la storia della Valacchia può essere suddivisa nei seguenti periodi:
1. Periodo di differenziazione – dalla Battaglia di Velbužd e la battaglia di Posada fino al 1417, quando Mircea il Vecchio fu riconosciuta come vassallo del sultano ottomano e l'area de jure acquisì uno status autonomo;
2. Periodo tampone – dal 1417 al 1526 o fino alla battaglia di Mohács (1526), durante la quale la regione servì da cuscinetto e fu oggetto di una disputa tra l'Impero ottomano e il Regno d'Ungheria (1000-1538);
3. Periodo di fondazione – dalla fine del regno medievale ungherese alla fine del regno di Alexandru II Mircea;
4. Periodo di lotte intestine – caratterizzato da una lotta di potere tra il gruppo latino di protetti di Valide Sultani e quello di Michail Kantakouzenos e Andronico Cantacuzino. Questo periodo coincide con il cosiddetto Sultanato delle donne;
5. Periodo di stabilizzazione e prosperità, che inizia con l'inizio del regno di Matei Basarab e termina con le esecuzioni di Constantin Brâncoveanu e Ștefan Cantacuzino. Questo periodo coincise con l'ascesa e il dominio della famiglia Köprülü;
6. Regno di fanariota, diviso in due dal Trattato di Küçük Kaynarca, dopo il quale l'Impero russo iniziò a intervenire direttamente nel governo della Valacchia. Fu durante questo periodo che si verificò contemporaneamente la duplice influenza educativa e culturale della Transilvania (latina e cattolica) e di Costantinopoli (greca e commerciale), sulla base della quale l'ex Valacchia perse il suo antico aspetto con la lingua slava ecclesiastica;
7. Periodo costituzionale del dominio russo – dall'adozione del Regulamentul Organic al Trattato di Parigi (1856);

Negli anni 1856-1862 la Valacchia perse il suo aspetto indipendente, diventando il fulcro della futura Romania. Dopo la guerra di Crimea, l'alfabeto cirillico rumeno è stato sostituito dal nuovo alfabeto rumeno.